# Anthaxia exasperans
Anthaxia exasperans är en skalbaggsart som beskrevs av Antonio Cobos 1958. Anthaxia exasperans ingår i släktet Anthaxia och familjen praktbaggar. Inga underarter finns listade i Catalogue of Life.